# Хофье Тейлора

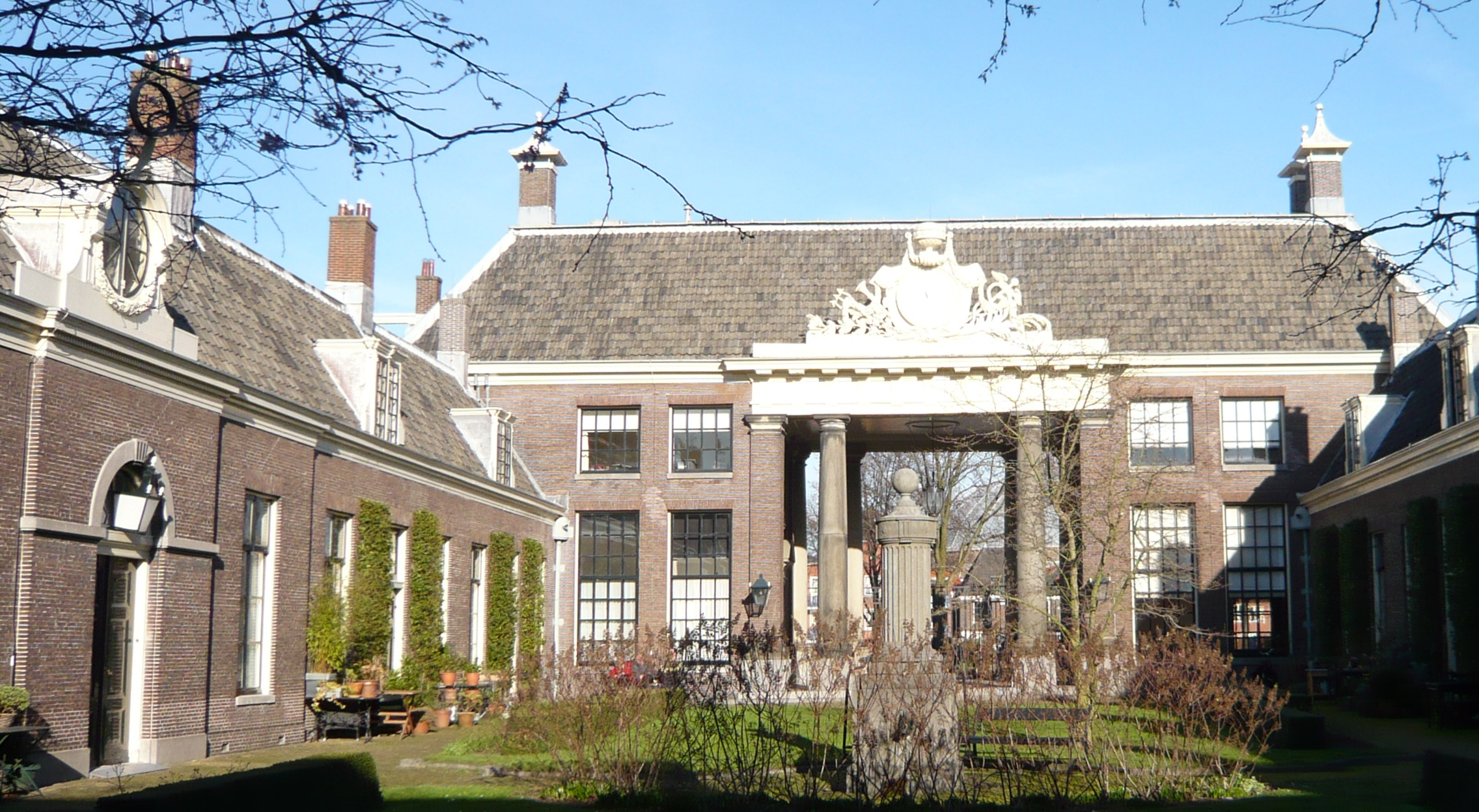
Вид из сада на ворота Домика

Хофье Тейлора (нидерл. Teylers Hofje) — поселение-община из 24 домов для бедных пожилых людей, своего рода богадельня («хофье») в Харлеме.
Современные здания были построены в 1787 году на наследство банкира Питера Тейлора ван дер Хюлста, рядом с Музеем Тейлора. Изначально Питер Тейлор основал домик после смерти жены, в 1752 году; он купил уже существовавшие здания, отремонтировал их, но особо улучшить условия проживания не смог. В завещании было оговорено, что новый домик должен быть назван в его честь, а старые помещения должны быть проданы.
Современные здания были построены Лендертом Вервантом (Leendert Viervant), построившем в Харлеме не только эти, но и другие здания в неоклассическом стиле. У домика неоклассический фасад и двери, у колонн — дорический ордер.